# Смерть из-за приданого
Смерть из-за приданого — это смерть замужней женщины, убитой или доведенной до самоубийства из-за приданого. Смерти из-за приданого встречаются преимущественно в Индии, Пакистане, Бангладеш и Иране. Если семья мужа решила, что приданое было недостаточным, члены этой семьи пытаются убить невесту, чтобы предоставить мужу возможность повторно жениться или наказать невесту и её семью. В Индии в 2010 году было самое высокое общее количество смертей из-за приданого (8 391 смертей, 1,4 смерти на 100 000 женщин). Смертность женщин из-за приданого составляет от 40 до 50 % всех убийств женщин, ежегодно регистрируемых в Индии, что представляет собой стабильную тенденцию за период с 1999 по 2016 год С поправкой на численность населения, Пакистан, где ежегодно регистрируется 2000 таких смертей, имеет самый высокий уровень смертности от приданого— 2,45 на 100 000 женщин.

## Индия
Обычно смерть из-за приданого — это кульминация серии предшествующего домашнего насилия со стороны семьи мужа. Большинство смертей из-за приданого — самоубийство (молодая женщина, не выдержав притеснений и пыток, кончает жизнь самоубийством). Большинство этих самоубийств происходит через повешение, отравление или поджог. Иногда женщину сжигает муж или родственники мужа (сожжение невесты) и маскируют под самоубийство или несчастный случай. Смерть в результате сожжения индийских женщин чаще всего связывают с конфликтами из-за приданого. Виновником убийства или самоубийства является семья жениха.
В Индии самое большое в мире количество смертей, связанных с приданым. Проблемы приданого являются причиной 1,4 смертей в год на 100 000 женщин в Индии.
Индийская полиция за 1996 год, получила более 2500 сообщений о сожжении невест.
Количество случаев смерти из-за приданого в 2008 году (8172) увеличилось на 14,4 % по сравнению с уровнем 1998 года (7146), в то время как население Индии выросло на 17,6 % за 10-летний период. В 2011 году по всей Индии было зарегистрировано 8 331 смертей из-за приданого, В 2012 году —8 233 Данные о смертях из-за приданого постоянно занижают. Смерти из-за приданого в Индии не ограничиваются какой-либо конкретной религией.

### Законы
Активисты за права индийских женщин более 40 лет выступали за принятие законов, ограничивающих случаи смерти из-за приданого.
«Закон о запрете приданого 1961 года» запрещает запрос, выплату или принятие приданого «в качестве вознаграждения за брак», где «приданое» определяется как подарок, требуемый или передаваемый в качестве предварительного условия для заключения брака. За нарушение закона предусмотрено тюремное заключение на срок до шести месяцев или штраф. Закон заменил несколько законодательных актов, запрещающих приданое, которые были приняты различными индийскими штатами. Убийство и самоубийство по принуждению рассматриваются в Уголовном кодексе Индии.
В 1983 году была принята более строгая статья 498a Уголовного кодекса Индии.
Закон о защите женщин от домашнего насилия 2005 года был призван положить конец преследованиям женщин за приданое, для этого следовало обратиться к офицеру по защите от домашнего насилия. Однако суды часто заканчивались предложением принудительного консультирования, что влекло за собой нежелательные результаты. Законы не предлагают практические средства правовой защиты в виде медицинской помощи, домов краткосрочного пребывания, яслей, психологической поддержки, приютов или экономической или материальной помощи женщинам, в которых они нуждаются больше всего".
Индийские законы, критикуют за неэффективность. Практика смертей и убийств из-за приданого продолжается во многих частях Индии.

## Пакистан
В Пакистане практика приданого (Джахез) является частью культуры: более 95 % браков во всех регионах Пакистана связаны с передачей приданого от семьи невесты семье жениха.
Смертность из-за приданого в Пакистане растёт, особенно заметно увеличение статистики после получения Пакистаном независимости. Пакистан имеет самый высокий зарегистрированный уровень смертности из-за приданого на 100 000 женщин в мире: более 2000 смертей, связанных с приданым, в год и ежегодные показатели, превышающие 2,45 смертей на 100 000 женщин.
Предполагается, что официальные лица Пакистана часто не фиксируют случаи смерти из-за приданого, поэтому уровень смертности занижен и может быть значительно выше. Например, есть данные о том, что уровень смертности от сожжения составляет 33 на 100 000 пакистанских женщин, из которых 49 % были преднамеренными, то есть среднегодовой уровень минимум 16 на 100 000 женщин.
Пакистанский законопроект о приданом и свадебных подарках (ограничениях) 2008 года ограничивает размер приданого 30 000 пакистанских рупий (~ 300 долларов США), в то время как общая стоимость свадебных подарков ограничена 50 000 пакистанских рупий. Однако этот и аналогичные законы 1967, 1976 и 1998 годов, запрещающие приданое, а также Закон о суде по семейным делам 1964 года оказались не имеющими исковой силы. Полиция отказывается регистрировать и расследовать обвинения в домашнем насилии, связанном с приданым, и приводящем к смерти женщин.
Пытались объявить вне закона традиционную демонстрацию приданого и дорогих вечеринок (валима). На это были направлены Закон 1997 года, Постановление (XV) 1998 года и Постановление (III) 1999 года. Законы были оспорены в Верховном суде Пакистана с цитированием ряда хадисов, соответствующих религиозным законам шариата, демонстрирующих поощрение исламом валимы и связанных с ней обычаев. Верховный суд признал эти законы и постановления неконституционными.

## Бангладеш
Приданое в Бангладеш называется джутук (бенгальский: যৌতুক), и является важной причиной смертности женщин в Бангладеш. От 0,6 до 2,8 невест в год на 100 000 женщин умирают из-за насилия, связанного с приданым. Смерть наступает в результате самоубийства, пожара и других формы домашнего насилия. В 2013 году 4470 женщин стали жертвами насилия, связанного с приданым, за 10-месячный период, уровень смертности из-за приданого составляет 7,2 невест в год на 100 000 женщин в Бангладеш.

## Иран
Приданое — это древний персидский обычай, который местные жители называют джахаз (иногда пишется как джахизие). О насилии и смертях из-за приданого сообщается в иранских и английских газетах. В исследовании 2014 года сообщают о случаях смерти от приданого в Иране. Фильм иранского режиссёра Марьям Захиример «Бесконечный?» (2018) обращается к травмам, связанным со смертью приданого в Иране.

## Международные усилия по искоренению
Организация Объединённых Наций (ООН) сыграла ключевую роль в борьбе с насилием в отношении женщин, включая смерть из-за приданого.

### ООН
Организация Объединенных Наций выступает защитником прав женщин с момента своего создания в 1945 году.
О защите прав женщин написано в преамбуле Устава ООН, во Всеобщей декларации прав человека (1948 год), в Международном пакте о гражданских и политических правах (1966 год), в Международном пакте об экономических, социальных и культурных правах (1966 год). (эти три документа известны под общим названием «Международный билль о правах»), в Конвенции о Ликвидации всех форм дискриминации в отношении женщин (2012 год).
Детский фонд Организации Объединённых Наций (ЮНИСЕФ) также занял активную позицию против смерти из-за приданого. Директор ЮНИСЕФ публично осудила смерть из-за приданого и законодательные системы, которые позволяют виновным оставаться безнаказанными. В 2009 году ЮНИСЕФ запустил свой первый Стратегический приоритетный план действий по обеспечению гендерного равенства, за которым в 2010 году последовал второй План действий. Целью этих планов было сделать гендерное равенство более высоким приоритетом во всех международных программах и функциях ЮНИСЕФ.

### Частные организации
Amnesty International, стремясь просвещать общественность, назвала смерть из-за приданого основным фактором глобального насилия в отношении женщин. В своих ежегодных оценках прав человека Amnesty International критикует Индию за безнаказанность виновных.
В 2004 году Глобальный фонд для женщин запустил проект финансирования «Сейчас или никогда» с целью профинансировать усилия феминистских организаций по всему миру, включая активистов за права индийских женщин. Было собрано (на 2007 год) и распределено около 7 миллионов долларов.
Human Rights Watch также раскритиковала индийское правительство в 2011 году.
Организация V-Day проводит такие мероприятия, как спектакли, художественные выставки и семинары в сообществах и кампусах колледжей по всей территории США, собирает средства и просвещает общественность по темам гендерного насилия, включая смерть приданого.